# 山本三郎 (会津藩士)
山本 三郎（やまもと さぶろう、嘉永元年（1848年） - 慶応4年1月16日（1868年2月9日））は、幕末期の会津藩士。山本覺馬、新島八重（旧姓：山本）の弟にあたる。
1848年、父・山本権八と母・佐久の三男として誕生。兄の覺馬とは20歳、姉の八重とは3歳、年が離れている。
1868年の鳥羽・伏見の戦いに会津藩諸生隊として参戦、この戦闘で銃弾を浴び、海路江戸へ搬送されるが、江戸の会津藩中屋敷で死去。享年20。
三郎の遺髪と着衣は山本家に送られ、会津戦争の際に若松城に籠城する八重が三郎の衣服を着用して入城したと伝わる。

## 登場作品
- 白虎隊 - 1986年、日本テレビ、演：柄沢次郎
- 八重の桜 - 2013年、NHK大河ドラマ、演：山崎智史→村山謙太→工藤阿須加